# Krásnolusk
Krásnolusk (Calophaca) je rod rostlin z čeledi bobovité. Někdy se objevuje i alternativní český název majkaragan. Krásnolusky jsou keře s velkými žlutými květy a zpeřenými listy, vyskytující se v 5 druzích především ve Střední Asii. Výjimečně se v ČR pěstují jako okrasné keře.

## Popis
Krásnolusky jsou opadavé žláznatě chlupaté nízké až poléhavé keříky a keře, řidčeji vytrvalé byliny. Listy jsou lichozpeřené, složené ze 2 až 13 párů kožovitých celokrajných lístků. Palisty jsou velké, kopinaté, přirostlé k bázi řapíku, bylinné nebo suchomázdřité. Květenství jsou hrozny skládající se ze 4 nebo více květů. Květy jsou velké, žluté, v dlouze stopkatých úžlabních hroznech nebo hlávkovitě nahloučené. Kalich je trubkovitý, zakončený 5 téměř stejnými zuby, případně jsou horní 2 srostlé. Pavéza je vejčitá až téměř okrouhlá, přímá, na okrajích zatočená. Křídla jsou protáhle obvejčitá podlouhle obvejčitá, někdy srpovitá. Člunek je zahnutý, stejně dlouhý jako křídla, na vrcholu tupý. Tyčinky jsou dvoubratré (9+1). Semeník je přisedlý, chlupatý, někdy žláznatý, s tenkou čnělkou zakončenou drobnou bliznou a s mnoha vajíčky. Lusky jsou válcovité nebo čárkovité, s vytrvalým kalichem a pukají 2 chlopněmi. Obsahují nemnoho tmavě hnědých semen ledvinovitého tvaru.

## Rozšíření
Rod krásnolusk zahrnuje 5 druhů. Je rozšířen ve Střední Asii, Rusku a Číně. Krásnolusky rostou povětšině v nadmořských výškách nad 900 metrů na výslunných horských svazích, druh Calophaca sinica naopak vyhledává severně orientované svahy.

## Zástupci
- krásnolusk povolžský (Calophaca wolgarica)
- krásnolusk velkokvětý (Calophaca grandiflora)

## Pěstování
Semenáče krásnolusků potřebují lehkou půdu a umístění na výslunné stráni. Roubovancům stačí běžná půda. Nesnášejí mokro. V méně teplých oblastech se doporučuje zimování v chladném skleníku. Krásnolusky lze rozmnožovat výsevem spařených nebo nabobtnalých semen, roubováním na čilimník (Cytisus) nebo čimišník (Caragana) anebo letním očkováním na štědřenec odvislý (Laburnum anagyroides).

## Význam
Krásnolusky mají okrasnou hodnotu zejména svými velkými květy, v ČR se však objevují velice zřídka. Nejsou uváděny ze sbírek žádné české botanické zahrady. Pro pěstování v ČR přicházejí v úvahu zejména druhy krásnolusk povolžský (Calophaca wolgarica) z povodí Volhy a Donu a krásnolusk velkokvětý (Calophaca grandiflora) z Pamíru a Altaje.
V některých oblastech slouží semena krásnolusků jako potravina a využití mají i vlákna z kůry.